# Seznam postav seriálu The 100
Toto je seznam postav seriálu The 100. Americký televizní seriál The 100 je postapokalyptické drama natočené podle stejnojmenné knižní předlohy Kass Morganové. Příběh sleduje skupinu mladých lidí, kteří se jako první vrátí z vesmírné stanice na Zemi po zničení civilizace nukleární válkou. Seriál premiérově vysílá stanice The CW od 19. března 2014. 
Postavy jsou aktualizovány do konce čtvrté řady.

## Postavy
Sky people / Nebešťané / Skaikru
Původní lidé pocházející z Archy, která je tvořena 12 stanicemi. Po 97 letech vyslali na Zem stovku delikventů, aby zjistili, zda je obyvatelná. Těmto delikventům se začalo přezdívat Stovka. Díky tomu, že Stovka a lidé z Archy žili ve vesmíru, jsou odolní vůči velké radiaci.
Grounders / Outsiders / Zemšťané
Původní lidé, kteří byli zvětší části zasaženi radiací, avšak přežili. V nynější generaci jsou jenom někteří z nich fyzicky postiženi. Ti mají například zdeformované ruce apod. Stejně jako lidé z Archy jsou i oni z větší části odolní vůči radiaci.
Mountain men / Horští lidé / Maunon
Původní lidé, kteří přečkali jadernou zkázu v armádní základně v Mount Weather. Mají stejnou toleranci k radiaci jako lidé před zkázou a tudíž nemohou žít na povrchu bez ochranných obleků a masek.

## Hlavní postavy
| Postavy         | Herci              | Původ              | Řady            | Řady            | Řady            | Řady            | Řady            | Řady            |
| Postavy         | Herci              | Původ              | 1               | 2               | 3               | 4               | 5               | 6               |
| --------------- | ------------------ | ------------------ | --------------- | --------------- | --------------- | --------------- | --------------- | --------------- |
| Clarke Griffin  | Eliza Taylor       | 100 / Skaikru      | hlavní          | hlavní          | hlavní          | hlavní          | hlavní          | hlavní          |
| Abigail Griffin | Paige Turco        | Skaikru            | hlavní          | hlavní          | hlavní          | hlavní          | hlavní          | hlavní          |
| Finn Collins    | Thomas McDonell    | 100 / Skaikru      | hlavní          | hlavní          | Does not appear | Does not appear | Does not appear | Does not appear |
| Wells Jaha      | Eli Goree          | 100 / Skaikru      | hlavní          | hostující       | Does not appear | Does not appear | Does not appear | Does not appear |
| Octavia Blake   | Marie Avgeropoulos | 100 / Skaikru      | hlavní          | hlavní          | hlavní          | hlavní          | hlavní          | hlavní          |
| Bellamy Blake   | Bob Morley         | 100 / Skaikru      | hlavní          | hlavní          | hlavní          | hlavní          | hlavní          | hlavní          |
| Monty Green     | Christopher Larkin | 100 / Skaikru      | hlavní          | hlavní          | hlavní          | hlavní          | hlavní          | Does not appear |
| Jasper Jordan   | Devon Bostick      | 100 / Skaikru      | hlavní          | hlavní          | hlavní          | hlavní          | Does not appear | Does not appear |
| Thelonious Jaha | Isaiah Washington  | Skaikru            | hlavní          | hlavní          | hlavní          | hlavní          | vedlejší        | Does not appear |
| Marcus Kane     | Henry Ian Cusick   | Skaikru            | hlavní          | hlavní          | hlavní          | hlavní          | hlavní          | hlavní          |
| Raven Reyes     | Lindsey Morgan     | Skaikru            | vedlejší        | hlavní          | hlavní          | hlavní          | hlavní          | hlavní          |
| John Murphy     | Richard Harmon     | 100 / Skaikru      | vedlejší        | vedlejší        | hlavní          | hlavní          | hlavní          | hlavní          |
| Callie Cartwig  | Kelly Hu           | Archa              | hlavní          | Does not appear | Does not appear | Does not appear | Does not appear | Does not appear |
| Lincoln         | Ricky Whittle      | Zemšťané / Skaikru | vedlejší        | hlavní          | hlavní          | Does not appear | Does not appear | Does not appear |
| Roan            | Zach McGowan       | Zemšťané           | Does not appear | Does not appear | vedlejší        | hlavní          | Does not appear | Does not appear |
| Echo            | Tasya Teles        | Zemšťané           | Does not appear | hostující       | hostující       | vedlejší        | hlavní          | hlavní          |
| Jordan Green    | Shannon Kook       | Eligius IV         | Does not appear | Does not appear | Does not appear | Does not appear | hostující       | hlavní          |

### Clarke Griffin

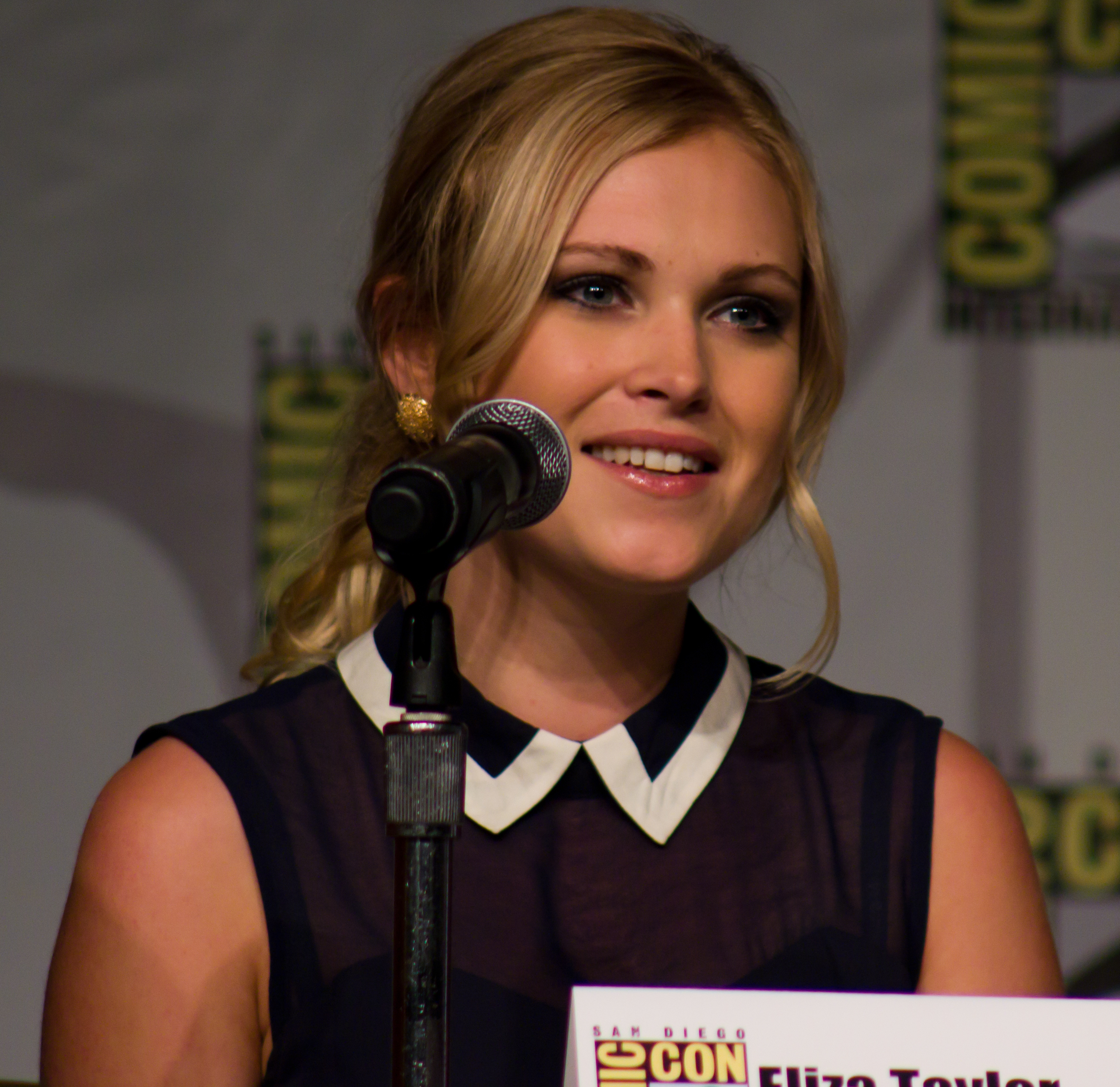
Eliza Taylor jako Clarke

Eliza Taylor ztvránila Clarke Griffin, která je dcerou doktorky Abigail Griffin a vůdkyní Stovky. Byla uvězněna poté, co se spolu se svým otcem pokusila o odhalení střežených informací ohledně postupně se snižující funkčnosti systému životní podpory na Arše. Dlouho ze smrti vinila Wellse, než zjistila, že za smrt jejího otce vlastně může její matka, která ho zradila před hlavní Radou. Je zobrazována jako přirozený vůdce a poměrně laskavá, ovšem dokáže i nemilosrdně bojovat či zabíjet, aby ochránila své lidi. Clarke postupem času utužují její zkušenosti na Zemi. Neustále se snaží udržovat mír mezi Lidmi nebe / Stovkou a Zemšťany. To z ní učinilo silnou hrdinkou tohoto seriálu. Ve čtvrté řadě zůstává i přes velkou radiaci na planetě, jelikož musí zprovoznit komunikační systém, aby se Raven a ostatní mohli raketou připojit ke zbytku Archy. Na konci řady po šesti letech zjišťuje, že pomocí její krve mohla na planetě přežit a sama vidí, jak na Zem přistává vesmírná loď převážející vězně. Tvůrce seriálu Jason Rothenberg v únoru 2015 potvrdil, že Clarke je bisexuálka – jedná se tak o první otevřeně bisexuální postavu na televizní stanici The CW.

### Abigail Griffin
Paige Turco ztvárnila Abigail „Abby“ Griffinovou, která je matkou Clarke. Je hlavním lékařem Archy a zastáncem myšlenky, že Země je obyvatelná. Její manžel byl hlavní inženýr Jake Griffin. Byla členkou Rady, kterou vedl kancléř Jaha, než byla zbavena svého titulu. Brzy se však vrátila zpět na svou pozici. Na Zemi byla Abby kancléřkou na dobu, kdy ji Marcus předal jeho titul. Během této doby vládla autokratickým způsobem. Abby se spřátelí s Raven Reyes, když potřebuje její mechanické znalosti, aby se pokusila zjistit více informací, co se stalo se Stovkou. Vztah s její dcerou se zkomplikuje, když Clarke zjistí, že to Abby zradila jejího otce, přičemž to vedlo k jeho popravě. Také se zkomplikuje vztah mezi Stovkou a lidmi z Archy, protože každá skupina lidí má svého vůdce. Abby nadále pracuje jako lékař v nově vzniklé kolonii s názvem Camp Jaha, poté Arkádie, a podporuje Marcuse Kanea, který chce se Zemšťany mír. Kvůli tomu se dostala do několika konfliktů s jejími lidmi, kteří se Zemšťany mír nechtějí. Ve třetí řadě zůstává s Pikem v Arkádii a později je donucena vzít si klič k A.L.I.E. Ta je však nakonec zničena a Abby je spolu s ostatními osvobozena. Na konci čtvrté řady zůstává s Marcusem a dalšími lidmi v bunkru pod Polis.

### Finn Collins

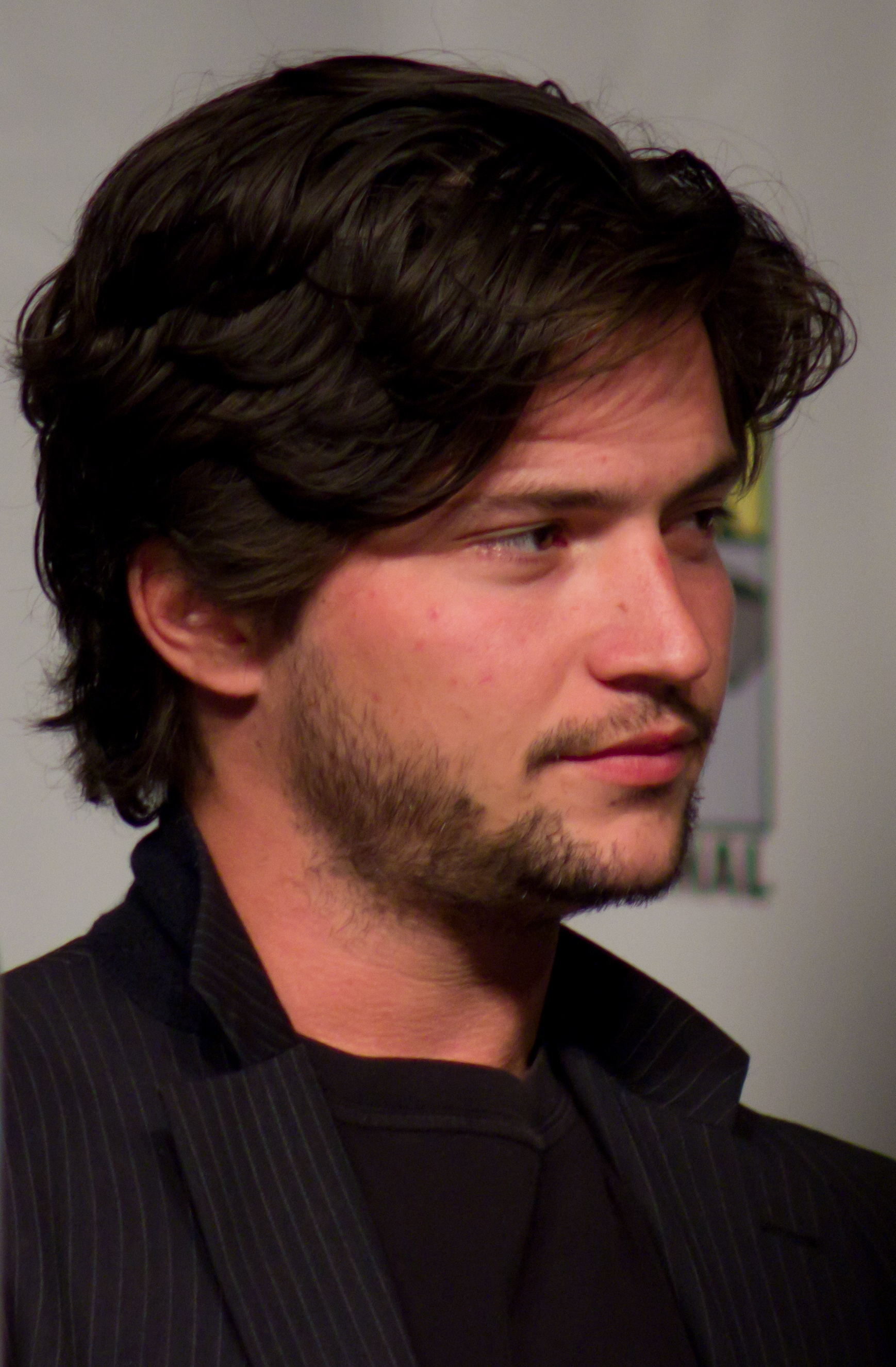
Thomas McDonell jako Finn

Thomas McDonell ztvránil Finna Collinse, který byl mazaným, zábavným a lehkomyslným teenagerem, jež neustále hledal zábavu, dobrodružství a mírová řešení. V Arše byl zatčen za to, že se procházel ve vesmíru a vyplýtval zásoby kyslíku, ale ukázalo se, že je nevinný. Vzal to na sebe za Raven, jeho přítelkyni, která by si tím jinak zničila svou kariéru inženýrky. Mezi Finnem a Clarke na povrchu vznikne pouto a projeví se mezi nimi vzájemné city. Vztah se později začne hroutit, když se odhalí, že Finn je přítelem Raven. I přesto se Finn a Clarke milují a Raven miluje Finna. Ve druhé řadě má strach z toho, že Clarke byla zabita jejími unosci a stává se z něho nepředvídatelný a násilný člověk. Zavraždí 18 neozbrojených Zemšťanů v jedné vesnici, o nichž si myslel, že drželi Clarke jako rukojmí. Než bylo uzavřeno příměří mezi Zemšťany a Lidmi nebe, tak Zemšťané požadovali vydání Finna, přičemž Lexa ho odsoudila k smrti tzv. thousand cuts (tisíci řezy). Nicméně byl později milostivě zabit Clarke, aby zabránila jeho pomalému a bolestivému mučení. Finn se naposled objevil v halucinacích, které vyvolal smutek Clarke.

### Wells Jaha

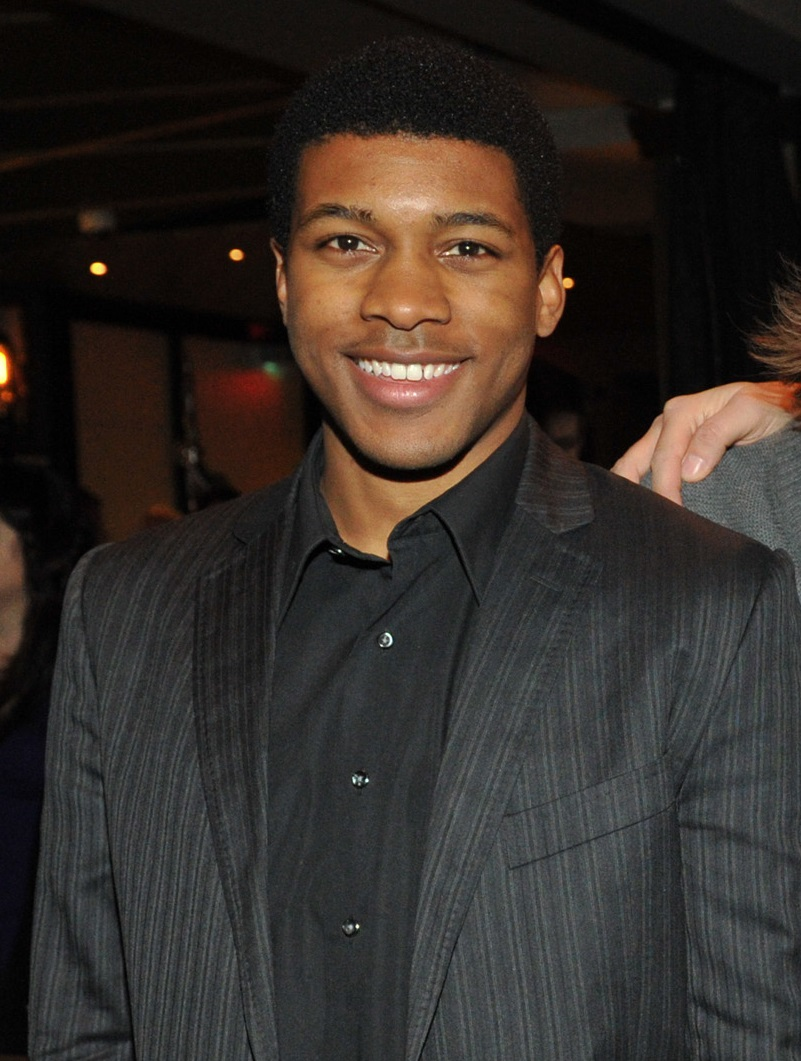
Eli Goree jako Wells

Eli Goree ztvránil Wellse Jaha, který byl v dětství nejlepším přítelem Clarke a synem Thelonious Jaha, jež byl na začátku první řady kancléřem Archy. Někteří ze Stovky jím pohrdají, protože jeho otec je poslal na Zemi. Když se dozvěděl o poslání stovky delikventů na Zem, tak se záměrně dopustil zločinu. Připojil se k nim v naději, že ochrání Clarke, pro kterou skrývá své city. Clarke ho nesnáší, protože věří, že to on je důvodem, proč je její otec mrtvý. Později ale zjistí, že jejího otce udala Radě její matka a Wells vzal vinu za ni. Na Zemi pracuje a dobrovolně vykopává hroby a sbírá dešťovou vodu, aby pomohl kolonii. Clarke ho měla díky jeho znalostem botaniky za cenného spojence, jelikož potřebovala mnohdy léčivé byliny. Byl zabit Charlotte, která se pomstila za smrt jejích rodičů v Arše. Wells se objevil znovu ve druhé řadě, kdy byl Thelonious sám na Arše a měl halucinace.

### Octavia Blake
Marie Avgeropoulos ztvránila Octavia Blakeovou, která je mladší sestrou Bellamyho. Byla po dlouhou dobu chráněna matkou a bratrem, žila pod podlahou, aby nebyla nalezena autoritami, jelikož na Arše platí zákaz mít více než jedno dítě. Když byla nalezena, byla uvězněna a její matka odsouzena ke smrti za porušení pravidel. Je to krajně nezávislá dívka, která se neustále bouří a získává tak pozornost od kluků, hodně k Bellamyho nelibosti. To vede k její lásce k Lincolnovi. I přesto není jako Clarke stavěna na válku a je zděšena, co na Zemi vidí. Ve druhé řadě se ponořuje hlubokou do kultury Zemšťanů a stává se učedníkem Indry, která je členkou klanu Trikru. Také cítila nenávist ke Clarke, jelikož byla dcerou někoho v Radě, kdo mohl za smrt její matky. Když zjistí o Clarke, co se stalo v Tondc, tak i přesto to nikomu nepoví. Zůstává ve vybavení Zemšťanů a je naštvaná na Lincolna, že nosí bundu z Archy. Lincoln je před ní nakonec zabit Pikem a to způsobí spor mezi ní a jejím bratrem Bellamym. Ve čtvrté řade se projevují známky její krvežíznivosti, když zabila velvyslance, jež zpochybnil Roanovo vedení a tento postoj ji vysloužil přezdívku "Skairippa". Odmítla zabít Illiana a odešla s ním k němu domů, avšak se nakonec ukázalo, že Illian bude proti ní bojovat v Konkláve. To vyhrála a nakonec se stala velitelkou Trikru a Azgedy, přičemž místo v bunkru se rozdělí mezi všechny klany. Bunkr byl ale zavřený a když ho Bellamy otevře, tak mu Octavia konečně odpustí a lidem řekne, že pokud nevyberou 100 z nich, kteří zůstanou v bunkru, pak zabije každého člena Skaikru. Nakonec se stává Velitelkou (Hedou) Skaikru, Trikru a Azgedy bez ohledu na její krev.

### Bellamy Blake

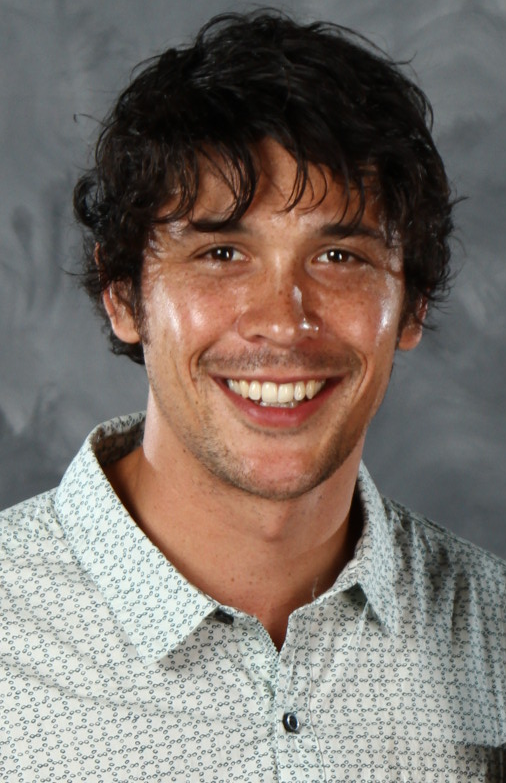
Bob Morley jako Bellamy

Bob Morley ztvránil Bellamyho Blakea, který je bratrem Octavie, ke které cítí silné odhodlání ji chránit. Spolu s Clarke Griffin byl vůdcem Stovky, přestože častokrát ztrácel kontrolu nad lidmi díky svým vojenským přístupům. Postupem času si spolu s Clarke vybudují vzájemný respekt jeden k druhému, i přestože ze začátku měli často každý jiný názor na věc ohledně toho, co je nejlepší pro jejich lidi. Také se cítí vinen za to, že byla jeho sestra chycena, což vedlo k trestu smrti pro jeho matku. Ve třetí řadě se vyrovnává s novým kancléřem Pikem, protože Zemšťané zabili 49 lidí, včetně jeho přítelkyně, v Mount Weather. I přesto, že důvěřoval Echo, tak ona mohla za útok v Mount Weather. Bellamy zradil Marcuse Kanea a napomohl k popravě Lincolna a postavil celou Archu ve smrtelné nebezpečí. Na Pikeův rozkaz zabili také 299 lidí, které poslala Lexa, aby je ochránili. Nakonec je unesen a s pomocí ostatních je Marcus a další vězni zachráněni. Ve čtvrté řadě se Bellaymu zprvu uchyluje do bunkru, avšak nakonec se vydává s Montym a ostatními za Raven. Po cestě jsou napadeni, ale pomůže jim Echo, které nabídnou odvoz, "přežití". Nakonec se spolu s Montym, Harper, Raven, Emori, Echo a Murphym vydává pomocí vesmírné rakety k Arše.

### Monty Green
Christopher Larkin ztvránil Montyho Greena, který je inteligentní, důvtipný a technicky zaměřený, díky čemu je velice důležitým přínosem pro celou Stovku. Jeho nejlepší přítelem je Jasper, se kterým zůstává loajální v dobrém i zlém. Oba byli na Arše zatčeni za výrobu nelegálních látek, přičemž oba dva jsou taky mezi 48, kteří jsou drženi v Mount Weather. Ve třetí řade se mu nakonec podaří s většinou utéct a shledává se tak se svou matkou. Také pomáhá Jasperovi, který je zdrcen smrtí jeho přítelkyně. Monty se nakonec přidává k novému kancléři Pikeovi, protože jeho kamarádku Monroe zabili Zemšťané. V těchto chvílích dostane Marcuse Kanea do vězení a napomůže k zabití Lincolna. I přesto nakonec zradí jeho matku a pomůže Kaneovi, Octavii, Harper, Millerovi a Sinclairovu utéct z Arkádie. Když si jeho matka vzala klíč od A.L.I.E., tak je nucen ji zabít, aby zachránil Octavii. S Raven a ostatními se vrací do Arkádie, kde už nikdo nezůstal. Tam si vytvoří romantický vztah s Harper, se kterou měl také sex a je opět donucen zabít svou matku a to ve virtuálním městě City of Light (Město Světla), které stvořila A.L.I.E. Ve čtvrté řade přichází s myšlenkou, že zachrání své lidi v Arkádii pomocí vodíkového generátoru. Ten nakonec spolu s Bellamym, Harper a Millerem vyhodí do vzduchu, aby zachránili otroky. Tam zjišťuje, kdo zabil jeho otce, avšak se nakonec nepomstí a zachrání vězně. Poté, co zjistí, že Harper zůstane v Arkádii se rozhodne zůstat s ní. Nakonec je přesvědčen jeho kamarády a vydává se za Raven. On, Harper, Raven, Bellamy, Emori, Murphy a Echo nakonec vylétají vesmírnou raketou k Arše.

### Jasper Jordan

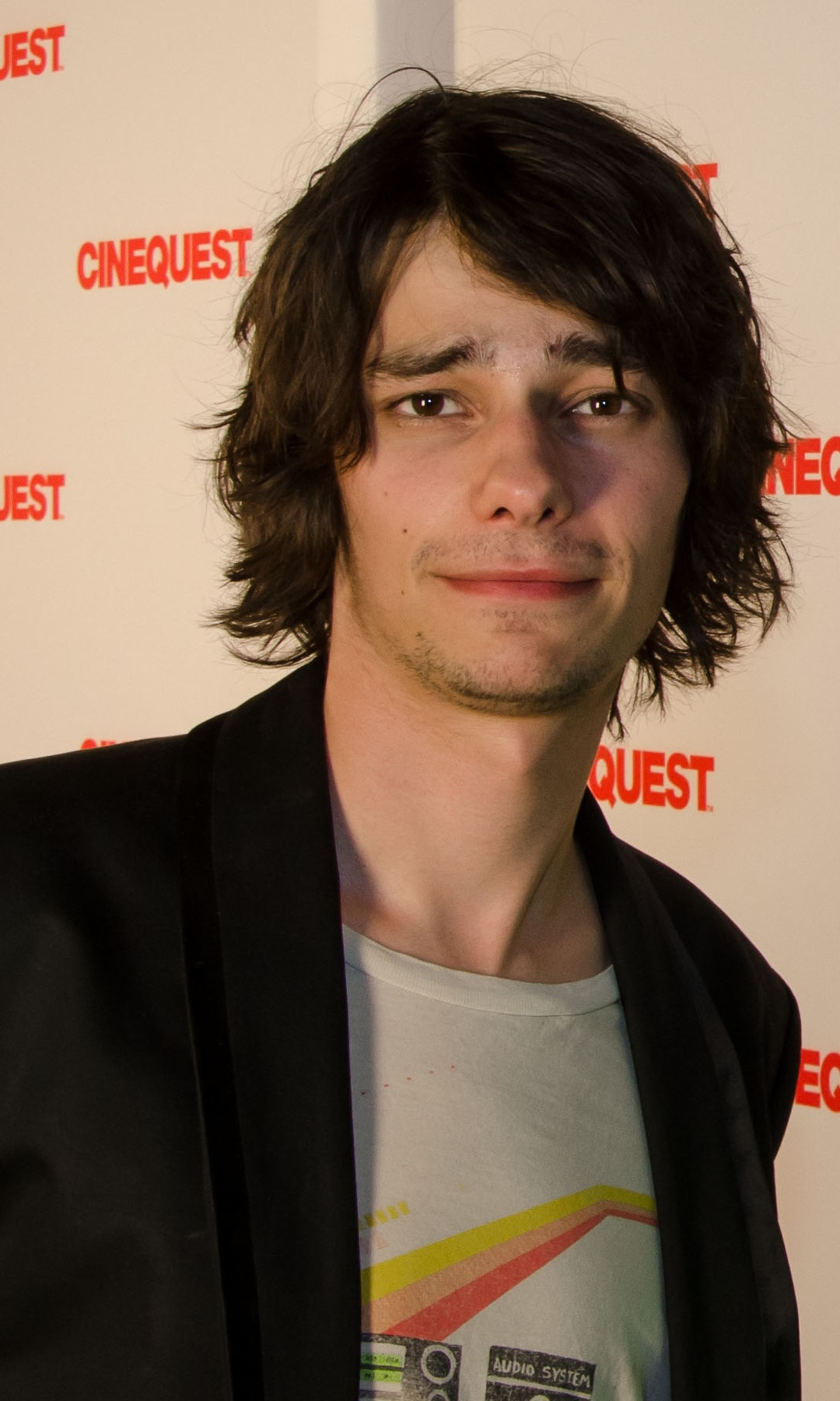
Devon Bostick jako Jasper

Devon Bostick ztvránil Jaspera Jordana, který byl praštěným klukem, kterého bavila chemie, jež riskoval svůj život, aby zachránil Octavii před hadem v jezeře. Jeho nejlepší kamarádem je Monty. Byl zasažen oštěpem, přičemž vyšlo najevo, že na Zemi nejsou nejspíše jediní lidé. Byl zachráněn Zemšťany, kteří mu vypálili nažhaveným mečem poškozené místo, díky čemu přežil. Potom ho připevnili na strom, aby přilákal své přátelé, kteří ho později našli a odvedli do tábora, kde se nakonec ze zranění zotavil. Přesto všechno je traumatizován a snaží se to nějakým způsobem překonat. Byl jedním ze strážců kampu a jeden ze 48, kteří byli uvězněni v Mount Weather. Když Clarke a Bellamy chybí, tak se stává vůdcem jeho skupiny. Jasper se nato zamiluje do obyvatelky Mount Weather, Mayi, která je později zabita. Jasper se postupně stává alkoholikem a je znechucen, že jeho vlastní lidé po válce kradli z Mount Weather a Clarke je zas opustila. Monty a Octavia se Jasperovi snaží pomoct a vyrovnat se s jeho ztrátou. Když zjistí, že klíč od A.L.I.E. vymazává všechny dobré vzpomínky, tak si ho odmítne vzít a přemlouvá Raven, aby odešli z tábora. Tu nakonec uspí a vydává se za Clarke, aby ji odstranili čip. Zjišťuje se, že Jasper dostal klíč na Lunině ropné plošině a obrátil se proti Stovce. Po porážce A.L.I.E. je zbaven její kontroly. Ve čtvrté řade se pokouší o sebevraždu, protože lidé mají k přežití jenom šest měsíců. Nakonec zůstává v Arkádii, kde se předávkovává.

### Thelonious Jaha

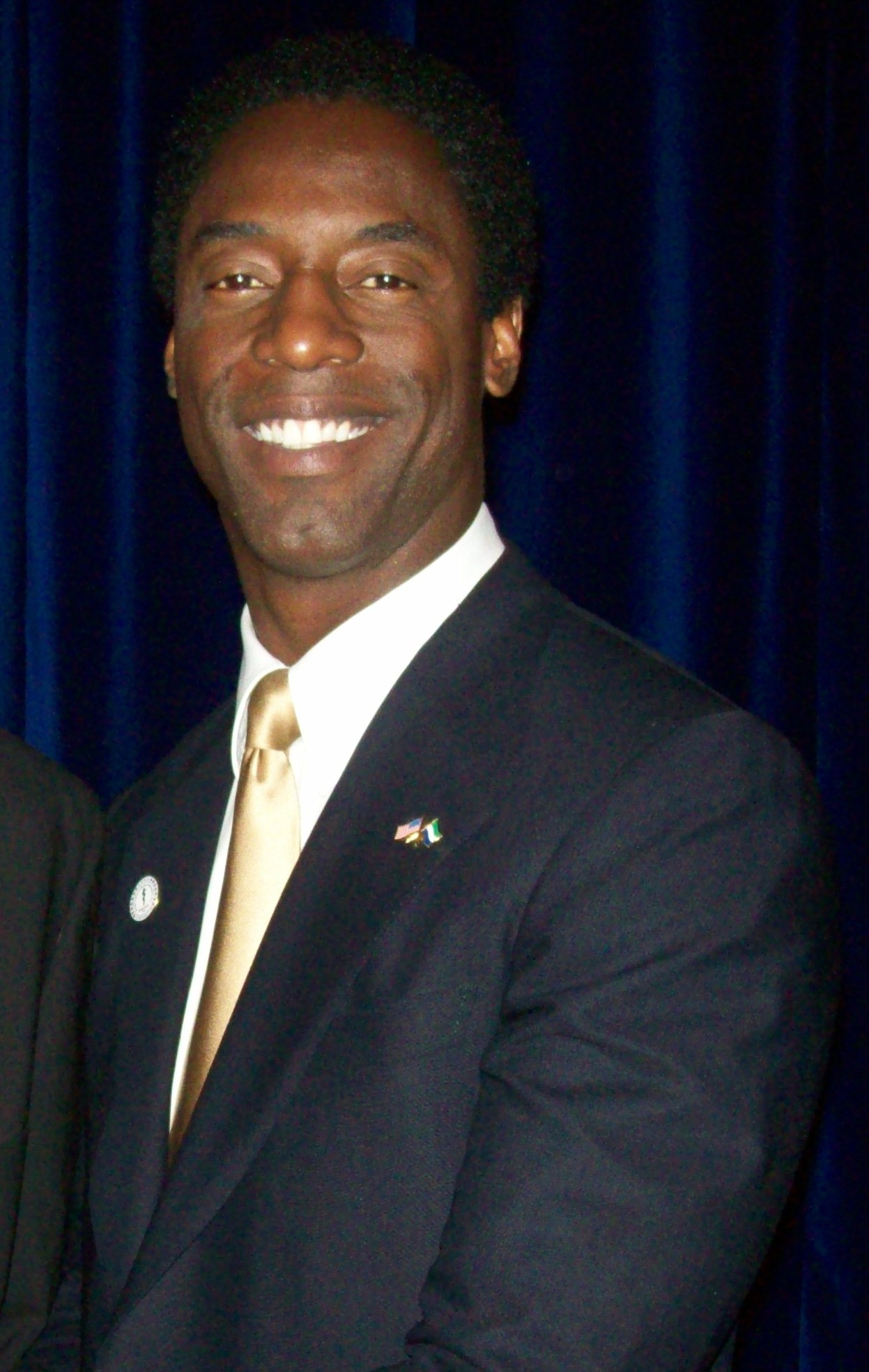
Isaiah Washington jako Thelonious

Isaiah Washington ztvránil kancléře Theloniuse Jaha, který je otcem Wellse a zvoleným vůdcem Archy. Jaha byl spolu s Marcusem a Jakem Griffinem a jeho rodinou nejlepší přátelé. Nicméně po Jakově smrti a zatčení Clarke se přátelství s Marcusem rozpadá, s Abby se ho však snaží udržet. Na Zemi se setkává s Marcusem a Abby v Camp Jaha a vypráví jim o Městě Světla. Poté se vydává s malou skupinou lidí a Murphym toto místo najít. Zjistí, že Město Světla řídí umělá inteligence A.L.I.E. a z Jahy se stává vůdce nového kultu. Manipuluje s ostatními, aby se spojili a utekli tak od každodenních bolestí. Vedlejší účinky se Jahy netýkají, i když je dokázáno, že Město Světla vymaže dokonce i  dobré vzpomínky. Jaha ztratí vzpomínky na svého syna a po porážce A.L.I.E. je osvobozen z její kontroly. Když vidí všechny ty oběti v Polis, tak ho dostihne tíha viny. Ve čtvrté řadě pomáhá Clarke být vůdkyní. Například se pokusí nalézt bunkr, který by nadcházející událost mohli lidé přežít. Jaha říká, že pokud chtějí přežit druhou jadernou zkázu, tak musejí udělat loterii a zvolit, kdo bude na tom seznamu přeživších. Nakonec se zjistí, že bunkr je nepoužitelný a ten skutečný je v Polis. Pomocí Gaii bunkr nachází a otevírá. Aby se ale rozhodlo, kdo se v bunkru bude nacházet, se uskuteční Konkláve. To vyhraje za lidi Octavie, která v bunkru nechce jenom lidi ale i Zemšťany, ale Jaha a ostatní se tam přemístili už před Konkláve a zavřeli poklop. Bellamy poklop nakonec otevírá a k lidem se přidají Zemšťané. Přesto je kapacita překročena a přes 300 lidí je donuceno odejít z bunkru. Na konci řady bude muset Jaha, Marcus, Abby, Octavie a ostatní lidé a Zemšťané přežít pět let v bunkru.

### Marcus Kane

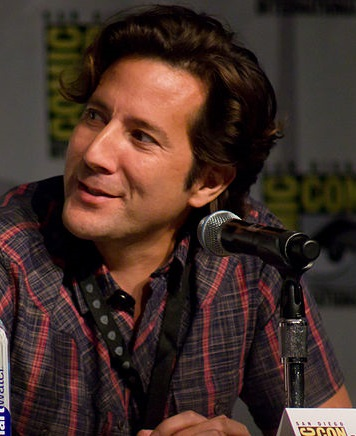
Henry Ian Cusick jako Marcus

Henry Ian Cusick ztvránil Marcuse Kanea, který je členem Rady Archy. Když byl Thelonious Jaha kancléřem, tak byl Marcus druhým ve velení. Spolu s Jahou, Jakem Griffinem a jeho rodinou byli přáteli, avšak to dlouho nevydrželo, jelikož byl Jake popraven a Clarke zatčena. Ačkoli vypustil desítky lidí na Arše, aby se na ni prodloužil život, tak se nakonec přece jen ukazuje, že Země je obyvatelná. Marcus tudíž pracuje s každým a doufá, že to nakonec změní činy jeho minulosti. Na Zemi se stává vůdcem lidí a napravuje své přátelství s Abby Griffinovou a snaží se o mír se Zemšťany a jejich Velitelkou Lexou. Kane se také vyrovná s tím, že Abby se stane nástupcem Jahy. Ve třetí řadě je zvolen za kancléře Pike, protože jako jediný vůdce chce bojovat se Zemšťany. To vede Marcuse k velezradě a následnému uvěznění. Poté spolu s ostatními vězni utečou, avšak Lincoln, který jim při útěku pomáhal, je popraven Pikem. Ve čtvrté řade se stále snaží o mír a o to, aby byli zachránění všichni lidé a Zemšťané. To se však nepodaří a nakonec se on a dalších 1200 lidí, mezi kterými jsou i Zemšťané, Abby a Jaha, uchyluje do bunkru pod Polis.

### Raven Reyes

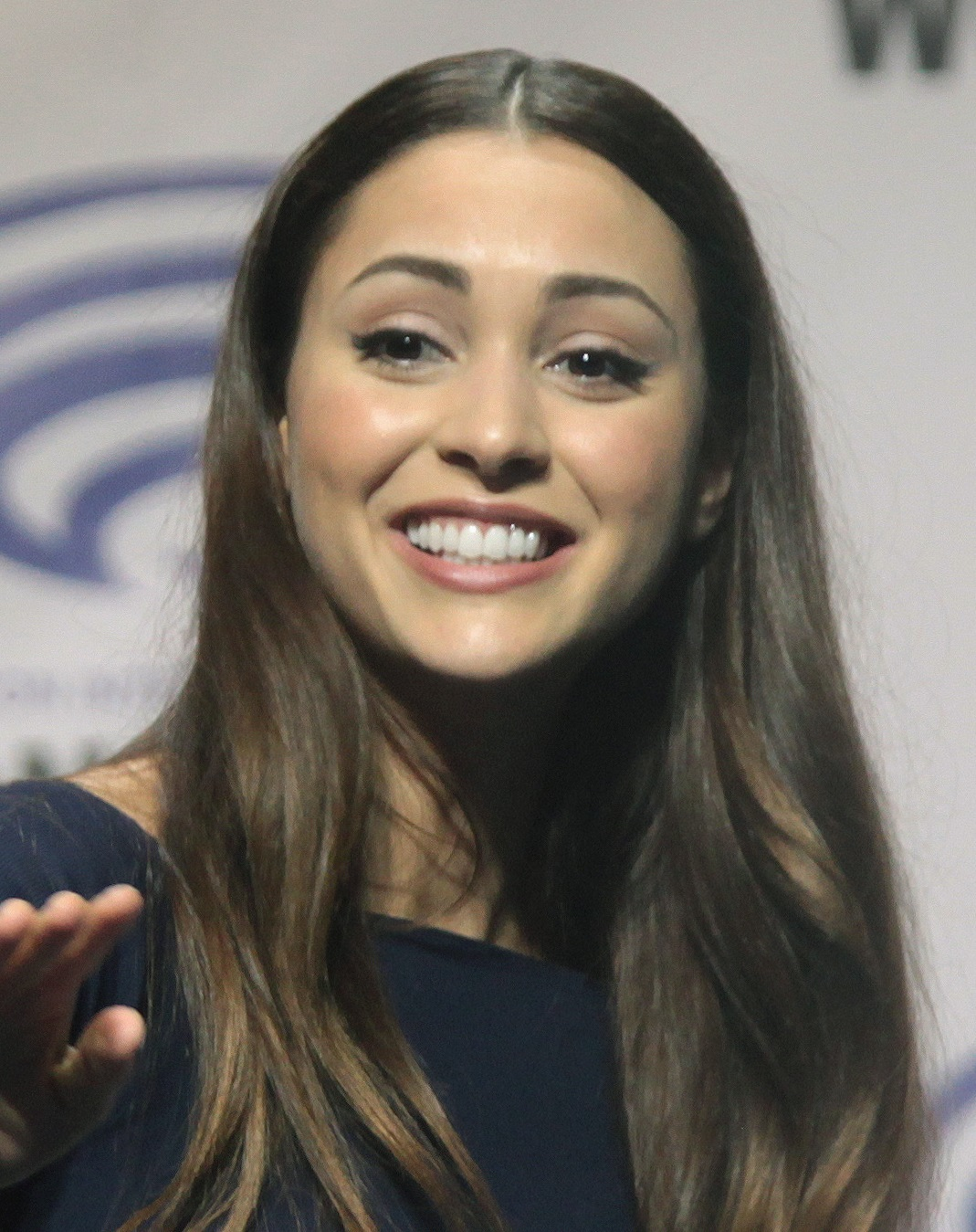
Lindsey Morgan jako Raven

Lindsay Morgan ztvránila Raven Reyesovou, která je ambiciózní mechaničkou v nulové gravitaci. Později spolupracuje s Abby Griffin v jejich útěku, avšak je vyslána na Zem jenom ona. Odvážná a inteligentní Raven vede v táboru Stovky komunikaci a vytváří bomby. Od dětství byla s Finnem kamarádka a nakonec se do něj i zamilovala a chodili spolu, poté se ale Finn zamiloval do Clarke. Ve druhé řade se zjistí, že Finn vzal vinu za Raven. Ve třetí řade se pomocí Abby začne zotavovat z úrazu. Neochotně si vzala od Jahy tabletu, ale začala bojovat s vedlejšími účinky, když ji Jasper připomene Finna. Nakonec je díky Clarke osvobozena od A.L.I.E kontroly. Ve čtvrté řade se spojí s Lunou a přesvědčí ji, aby pomohla zachránit všechny na Zemi a odpustí Murphymu, že ji střelil do páteře. Díky čipu, který měla v těle, je schopna používat 90% svého mozku. To však způsobilo záchvat a málem i mrtvici, kvůli které by mohla umřít. Měla halucinace, kdy viděla Beccu a Sinclaira. Sinclair ji přinutí pokračovat v jejím normálním životě, a tak se Raven odvrací od Beccy. Nakonec se spolu s Montym, Harper, Bellamym, Emori, Echo a Murphym vydává pomocí vesmírné rakety k Arše.

### John Murphy

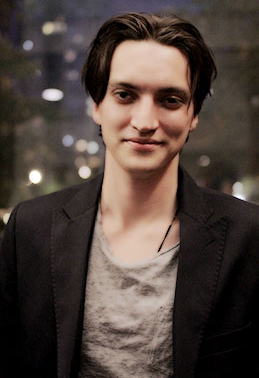
Richard Harmon jako Murphy

Richard Harmon ztvárnil John Murphy, který je jedním z bývalých hlavních rváčů Bellamyho gangu. Poté, co byl neprávem obviněn za vraždu Wellse a málem kvůli tomu lynčován, byl Bellamym vykázán z tábora. Poté, co zjistil, že tím kdo zabil Wellse byla Charlotte, tak ji chtěl vrátit to, co dělali ostatní ze skupiny jemu. Tím ji přiměl, aby spáchala sebevraždu. Později se vážně zraněný vrací do tábora, protože utekl od Zemšťanů, kde byl mučen a vyslýchán. Zdá se, že ho Stovka za pomáhání ostatním přijme zpět, ale později zabije Connora, jednoho z členů, který mu uvázal provaz kolem krku, když byl odsouzen k trestu smrti za své činy. Poté jednoho udusí a nakonec postřelí Raven do páteře. Ve druhé řadě pomáhá Stovce, když se snaží najít své kamarády a dokonce zachrání i Bellamyho před pádem. Poté se vrací do Camp Jaha, kde se mu stejně nelíbí a tak doprovází Jahu do Města Světla. Nakonec najde maják, kde ho Jaha a A.L.I.E uvězní. Opouští ostrov, jelikož nechce být součástí Jahovi šílené mise a odmítne si vzít klič. Z toho důvodu utíká s Emori pryč. Spolu okrádají lidi ve Velitelčině lese, avšak ho nakonec zajali bojovníci a přivezli do Polis. Titus ho mučí, aby získal informace, a Murphy mu nakonec řekne vše, co chce vědět. Titus se později pokouší zabít Clarke, ale omylem postřelí Lexu, která na následky zemře. Titus odstraní z Lexy čip, dává ho Clarke a nakonec spáchá sebevraždu. Ontari udělá z Murphyho nového "Flamekeepera", jelikož byl svědkem vyjmutí Plamene z těla Lexy. Líbí se Ontari a ta mu řekla, že pokud se s ním nevyspí, tak ho zabije. Později se spojí s Emori, která je ale pod kontrolou A.L.I.E. a A.L.I.E. jí poví, že měl s Ontari sex. Poté, co je Město Světla zničeno, se kontrola A.L.I.E. rozpadá a Murphy zůstane s Emori. Když zjistí, že přichází druhá jaderná katastrofa, tak se vydává s Emori za Clarke, aby ji pomohl. Nakonec pomáhají s jiným plánem, a to Raven, která mu odpustí, že jí postřelil. Ke konci se spolu s Montym, Harper, Bellamym, Emori, Echo a Raven vydává pomocí vesmírné rakety k Arše.

### Callie Cartwig

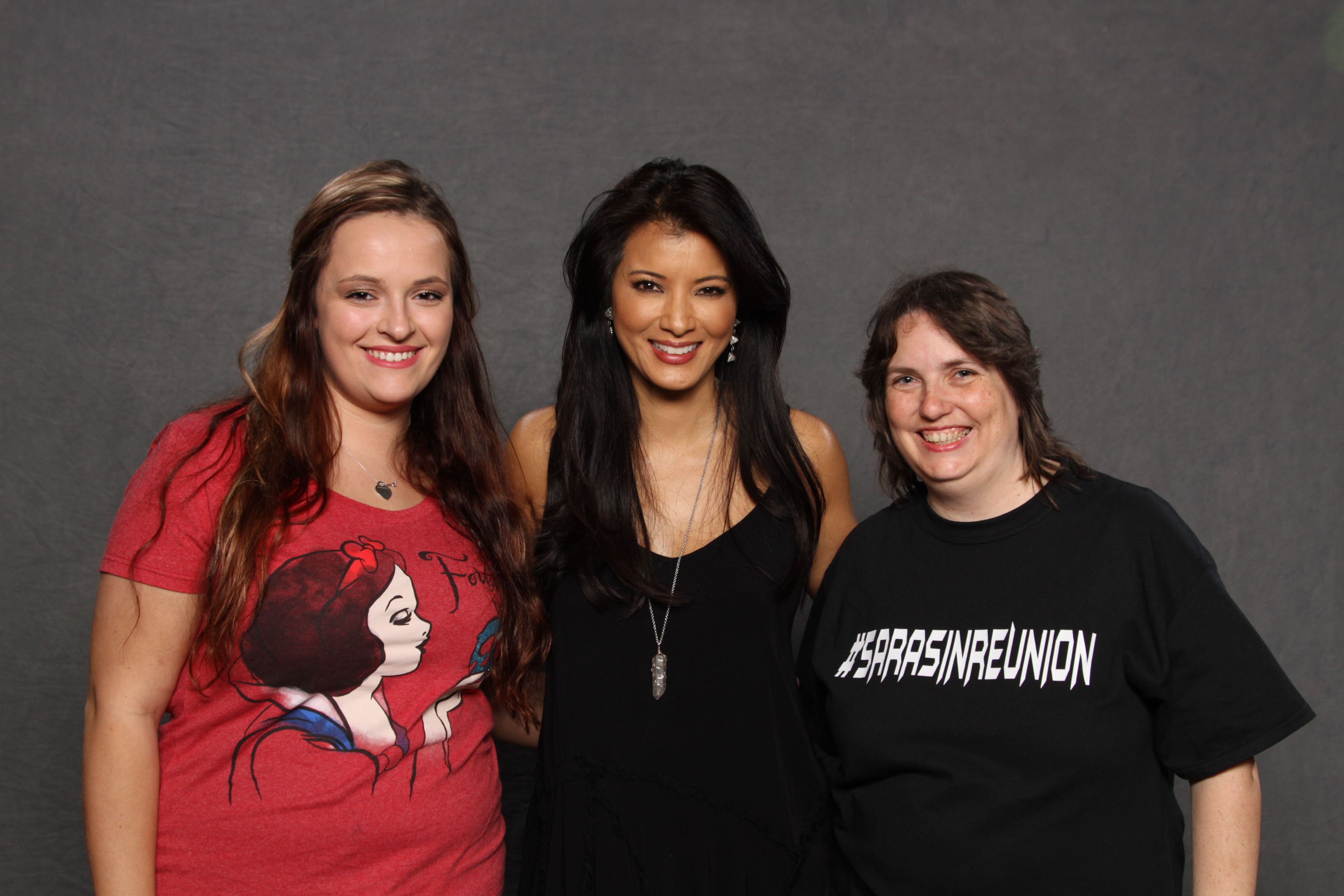
Kelly Hu jako Callie Cartwig

Kelly Hu ztvárnila Callie "Cece" Cartwigovou, která byla nejlepší přítelkyní Abigail Griffin a komunikačním důstojníkem na Arše. Calli je poprvé viděna, jak mluví s lidmi na Arše o Stovce, která byla vyslána na Zem. Řekla, že v tuto chvíli nemůže nic potvrdit ani popřít. Když zjistí, že Abigail Griffin má být popravena, tak se vydává za Marcusem Kanem a říká mu, že nemůže jen tak zabít někoho, kdo s ním nesouhlasí. Odpoví ji, že nemůže udělat nic, aby to zastavil. I přesto ho prosí, aby dal Abby amnestii. Řekne ji, že bez ohledu na to, co cítí, nic nemůže udělat. Když je čas popravy, tak se Callie vydává spolu s Abigail na místo popravy a přemohou jí slzy. Obejme Abigail a i přes příkaz stáží ji odmítá vydat. Abby jí požádá, aby se postarala o její dceru. Poté, co se dveře přetlakové komory zavřou, se objeví kancléř Thelonious Jaha a požaduje okamžité zastavení vypuštění. Callie je nadšená, že má zpět svou kamarádku. Jason Rothenberg uvedl, že kvůli nákladům byla Kelly Hu propuštěna po prvním dílu.

### Lincoln

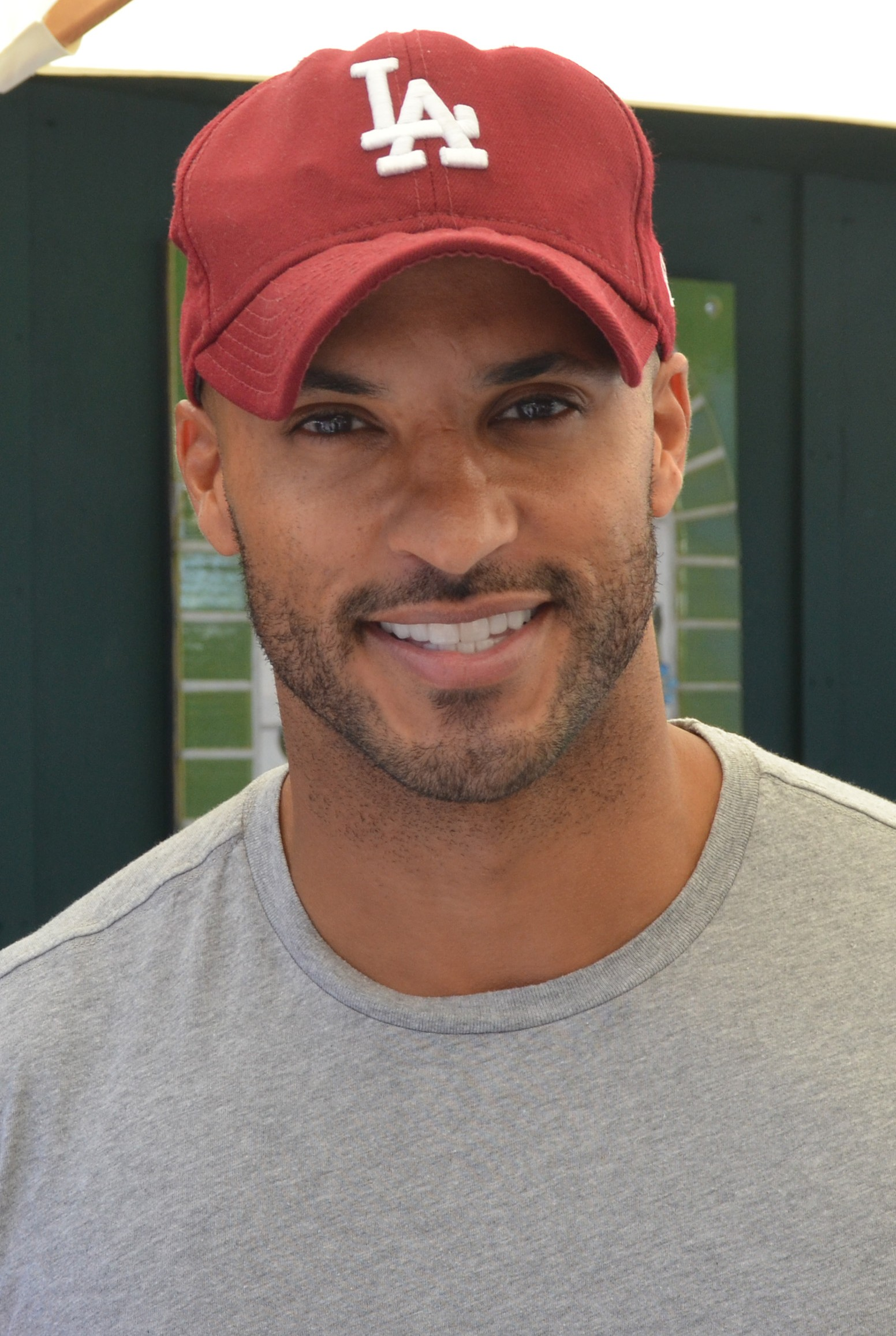
Ricky Whittle jako Lincoln

Ricky Whittle ztvárnil Lincolna, který byl Zemšťanem, jež zachránil Octavii. Ta se do něho zamiluje a postupně rozvíjí svůj romantický vztah. Lincoln Stovce několikrát pomůže, a proto je u svého lidu považován za zrádce. Později je zdrogován a stane se z něho Smrtonoš. Nakonec je vyléčen a usídlí se s ostatními lidmi a Octavií do Camp Jaha, později Arkádii. Když se Pike stane kancléřem, tak je Lincoln spolu s dalšími lidmi obviněn za velezradu. Lincoln se snaží zachránit ostatní jeho spoluvězně před popravou, mezi nimi například i Marcuse nebo Sinclaira. Ti to zvládnou do bezpečí, avšak Lincoln je popraven Pikem střelou do hlavy.

### Roan
Zach McGowan ztvárnil krále Roana, který byl uprchlíkem národa Ledových, jež unesl Clarke, aby ji následně předal Lexe. Je synem královny Nia, přičemž později se stává králem národa Ledových, protože Lexa zabije jeho matku. Podporuje Ontari jako novou Velitelku a pokouší se vystopovat Clarke, která utekla s tzv. Flame (Plamenem). Roan a Clarke místo toho vytvoří alianci, aby Ontari mohla pomocí Plamene vypnout A.L.I.E., ale plán se nezdaří, jelikož je Roan střelen Kanem. Je zachráněn, když Clarke a Abby vytáhnou z jeho hrudníku kulku. Echo se snaží zabít Clarke a také zajistit Roanovu vládu na 13 klany. Nicméně mu Clarke dává Plamen neboli umělou inteligenci A.L.I.E. 2, aby zachránil lid před druhou jadernou zkázou, která nastane za 6 měsíců. Později ukončuje se Skaikru spojenectví, ale je Clarke přesvědčen, že mohou společně sdílet Arkádii dokud nenastane zkáza. Na konci čtvrté řady je v Konkláve zabit Lunou.

### Echo
Tasya Teles ztvárnila Echo, která je členkou národa Ledových, jež byla uvězněna v Mount Weather. Zachrání život Bellamymu, který ji nakonec bude důvěřovat a pomůže ji uniknout. Později ho však zradí a s její pomocí Ledoví zničí Mount Weather. Po událostech, co se stali ve Městě Světla, obviňuje Skaikru za všechny ztráty a chce popravit Clarke. Stává se královským strážcem a bodyguardem Roana, ale je nakonec vyhoštěna za její zasahování do války. Pomáhá Octavii s otevřením bunkru, ale Octavie pomůže jen Azgedě (národu Ledových) a ne ji, protože je stále naštvaná na to, co všechno způsobila. Nakonec Echo bojuje proti Zemšťanům, kteří chtějí zabit Clarke a za to ji ostatní poskytnou ochranu. Spolu s Montym, Harper, Bellamym, Emori, Murphym a Raven se vydává pomocí vesmírné rakety k Arše.

## Vedlejší postavy
| Postavy                   | Herci                                                                | Původ               | Řady            | Řady            | Řady            | Řady            | Řady            | Řady            |
| Postavy                   | Herci                                                                | Původ               | 1               | 2               | 3               | 4               | 5               | 6               |
| ------------------------- | -------------------------------------------------------------------- | ------------------- | --------------- | --------------- | --------------- | --------------- | --------------- | --------------- |
| Eric Jackson              | Sachin Sahel                                                         | Skaikru             | vedlejší        | vedlejší        | vedlejší        | vedlejší        | vedlejší        | vedlejší        |
| Costa                     | Jojo Ahenkorah                                                       | Skaikru             | vedlejší        | vedlejší        | vedlejší        | vedlejší        | vedlejší        | Does not appear |
| Bree                      | Alyson Bath                                                          | 100 / Skaikru       | hostující       | Does not appear | Does not appear | vedlejší        | Does not appear | Does not appear |
| Harper McIntyre           | Chelsey Reist                                                        | 100 / Skaikru       | vedlejší        | vedlejší        | vedlejší        | vedlejší        | vedlejší        | Does not appear |
| Nathan Miller             | Jarod Joseph                                                         | 100 / Skaikru       | vedlejší        | vedlejší        | vedlejší        | vedlejší        | vedlejší        | vedlejší        |
| Anya                      | Dichen Lachman                                                       | Zemšťané            | vedlejší        | vedlejší        | Does not appear | Does not appear | Does not appear | Does not appear |
| Atom                      | Rhys Ward                                                            | 100 / Skaikru       | vedlejší        | Does not appear | Does not appear | Does not appear | Does not appear | Does not appear |
| Charlotte                 | Izabela Vidovic                                                      | 100 / Skaikru       | vedlejší        | Does not appear | Does not appear | Does not appear | Does not appear | Does not appear |
| Connor                    | Josh Ssettuba                                                        | 100 / Skaikru       | vedlejší        | Does not appear | Does not appear | Does not appear | Does not appear | Does not appear |
| Dax                       | Victor Zinck Jr.                                                     | 100 / Skaikru       | vedlejší        | Does not appear | hostující       | Does not appear | Does not appear | Does not appear |
| Diana Sydney              | Kate Vernon                                                          | Archa               | vedlejší        | Does not appear | Does not appear | Does not appear | Does not appear | Does not appear |
| Fox                       | Genevieve Buechner                                                   | 100 / Skaikru       | vedlejší        | vedlejší        | hostující       | Does not appear | Does not appear | Does not appear |
| Jacapo Sinclair           | Alessandro Juliani                                                   | Skaikru             | vedlejší        | vedlejší        | vedlejší        | hostující       | Does not appear | Does not appear |
| Jake Griffin              | Chris Browning                                                       | Archa               | vedlejší        | Does not appear | Does not appear | Does not appear | Does not appear | hostující       |
| John Mbege                | Aaron Miko                                                           | 100 / Skaikru       | vedlejší        | Does not appear | hostující       | Does not appear | Does not appear | Does not appear |
| Jones                     | Shane Symons                                                         | 100 / Skaikru       | vedlejší        | Does not appear | hostující       | Does not appear | Does not appear | Does not appear |
| Kyle Wick                 | Steve Talley                                                         | Skaikru             | vedlejší        | vedlejší        | Does not appear | Does not appear | Does not appear | Does not appear |
| Myles                     | Brendan Meyer                                                        | 100 / Skaikru       | vedlejší        | Does not appear | Does not appear | Does not appear | Does not appear | Does not appear |
| Roma                      | Celia Reid                                                           | 100 / Skaikru       | vedlejší        | Does not appear | hostující       | Does not appear | Does not appear | Does not appear |
| Shumway                   | Terry Chen                                                           | Archa               | vedlejší        | Does not appear | Does not appear | Does not appear | Does not appear | Does not appear |
| Sterling                  | Keenan Tracey                                                        | 100 / Skaikru       | vedlejší        | vedlejší        | Does not appear | Does not appear | Does not appear | Does not appear |
| Tristan                   | Joseph Gatt                                                          | Zemšťané            | vedlejší        | vedlejší        | Does not appear | Does not appear | Does not appear | Does not appear |
| Zoe Monroe                | Katie Stuart                                                         | 100 / Skaikru       | vedlejší        | vedlejší        | vedlejší        | Does not appear | Does not appear | Does not appear |
| A.L.I.E. / Becca Franco   | Erica Cerra                                                          | Město Světla        | Does not appear | hostující       | vedlejší        | vedlejší        | Does not appear | hostující       |
| Artigas                   | Cameron Roberts                                                      | Zemšťané            | Does not appear | vedlejší        | Does not appear | Does not appear | Does not appear | Does not appear |
| Byrne                     | Kendall Cross                                                        | Skaikru             | Does not appear | vedlejší        | Does not appear | Does not appear | Does not appear | Does not appear |
| Cage Wallace              | Johnny Whitworth                                                     | Maunon              | Does not appear | vedlejší        | Does not appear | Does not appear | Does not appear | Does not appear |
| Carl Emerson              | Toby Levins                                                          | Maunon              | Does not appear | vedlejší        | vedlejší        | Does not appear | Does not appear | Does not appear |
| Chris                     | James Neate                                                          | Město Světla        | Does not appear | hostující       | vedlejší        | Does not appear | Does not appear | Does not appear |
| Dante Wallace             | Raymond J. Barry                                                     | Maunon              | Does not appear | vedlejší        | Does not appear | Does not appear | Does not appear | Does not appear |
| David Miller              | Chris Shields                                                        | Skaikru             | Does not appear | vedlejší        | vedlejší        | vedlejší        | Does not appear | Does not appear |
| Emori                     | Luisa D'Oliveira                                                     | Zemšťané            | Does not appear | hostující       | vedlejší        | vedlejší        | vedlejší        | vedlejší        |
| Gustus                    | Aleks Paunovic                                                       | Zemšťané            | Does not appear | vedlejší        | Does not appear | Does not appear | Does not appear | Does not appear |
| Indra                     | Adina Porter                                                         | Zemšťané            | Does not appear | vedlejší        | vedlejší        | vedlejší        | vedlejší        | vedlejší        |
| Lee                       | Nick Hunnings                                                        | Maunon              | Does not appear | vedlejší        | Does not appear | Does not appear | Does not appear | Does not appear |
| Lexa                      | Alycia Debnam-Carey                                                  | Zemšťané            | Does not appear | vedlejší        | vedlejší        | Does not appear | Does not appear | Does not appear |
| Lorelei Tsing             | Rekha Sharma                                                         | Maunon              | Does not appear | vedlejší        | Does not appear | Does not appear | Does not appear | Does not appear |
| Maya Vie                  | Eve Harlow                                                           | Maunon              | Does not appear | vedlejší        | Does not appear | Does not appear | Does not appear | hostující       |
| Nyko                      | Ty Olsson                                                            | Zemšťané            | Does not appear | vedlejší        | vedlejší        | vedlejší        | Does not appear | Does not appear |
| Otan                      | Mik Byskov                                                           | Město Světla        | Does not appear | hostující       | hostující       | Does not appear | Does not appear | Does not appear |
| Vincent Vie               | Ian Tracey                                                           | Maunon              | Does not appear | vedlejší        | Does not appear | Does not appear | Does not appear | Does not appear |
| Aden                      | Cory Gruter-Andrew                                                   | Zemšťané            | Does not appear | Does not appear | vedlejší        | Does not appear | Does not appear | Does not appear |
| Bryan                     | Jonathan Whitesell                                                   | Skaikru             | Does not appear | Does not appear | vedlejší        | hostující       | Does not appear | Does not appear |
| Charles Pike              | Michael Beach                                                        | Skaikru             | Does not appear | Does not appear | vedlejší        | hostující       | Does not appear | hostující       |
| Gideon                    | John DeSantis                                                        | Město Světla        | Does not appear | Does not appear | vedlejší        | Does not appear | Does not appear | Does not appear |
| Gina Martin               | Leah Gibson                                                          | Skaikru             | Does not appear | Does not appear | vedlejší        | Does not appear | Does not appear | Does not appear |
| Hannah Green              | Donna Yamamoto                                                       | Skaikru             | Does not appear | Does not appear | vedlejší        | Does not appear | Does not appear | Does not appear |
| Luna                      | Nadia Hilker                                                         | Zemšťané            | Does not appear | Does not appear | vedlejší        | vedlejší        | Does not appear | Does not appear |
| Nia                       | Brenda Strong                                                        | Zemšťané            | Does not appear | Does not appear | vedlejší        | Does not appear | Does not appear | Does not appear |
| Niylah                    | Jessica Harmon                                                       | Zemšťané            | Does not appear | Does not appear | vedlejší        | vedlejší        | vedlejší        | vedlejší        |
| Ontari                    | Rhiannon Fish                                                        | Zemšťané            | Does not appear | Does not appear | vedlejší        | Does not appear | Does not appear | Does not appear |
| Titus                     | Neil Sandilands                                                      | Zemšťané            | Does not appear | Does not appear | vedlejší        | Does not appear | Does not appear | Does not appear |
| Gaia                      | Tati Gabrielle                                                       | Zemšťané            | Does not appear | Does not appear | Does not appear | vedlejší        | vedlejší        | vedlejší        |
| Ilian                     | Chai Romruen                                                         | Zemšťané            | Does not appear | Does not appear | Does not appear | vedlejší        | Does not appear | Does not appear |
| Riley                     | Ben Sullivan                                                         | Skaikru             | Does not appear | Does not appear | Does not appear | vedlejší        | Does not appear | Does not appear |
| Ethan Hardy               | St. John Myers                                                       | Skaikru             | Does not appear | Does not appear | Does not appear | hostující       | vedlejší        | Does not appear |
| Madi                      | Lola Flanery (5. řada) Imogen Tear (4. řada) Lina Renna (flashbacky) | Zemšťané            | Does not appear | Does not appear | Does not appear | hostující       | vedlejší        | vedlejší        |
| Miles Shaw                | Jordan Bolger                                                        | Eligius Corporation | Does not appear | Does not appear | Does not appear | Does not appear | vedlejší        | vedlejší        |
| Charmaine Diyoza          | Ivana Miličević                                                      | Vězni               | Does not appear | Does not appear | Does not appear | Does not appear | vedlejší        | vedlejší        |
| Paxton McCreary           | William Miller                                                       | Vězni               | Does not appear | Does not appear | Does not appear | Does not appear | vedlejší        | Does not appear |
| Kara Cooper               | Kyra Zagorsky                                                        | Skaikru             | Does not appear | Does not appear | Does not appear | Does not appear | vedlejší        | Does not appear |
| Michael Vinson            | Mike Dopud                                                           | Vězni               | Does not appear | Does not appear | Does not appear | Does not appear | vedlejší        | Does not appear |
| Russell Lightbourne       | JR Bourne Sean Maguire                                               | Sanctum             | Does not appear | Does not appear | Does not appear | Does not appear | Does not appear | vedlejší        |
| Josephine Lightbourne     | Sara Thompson Skylar Radzion Gwynyth Walsh Eliza Taylor              | Sanctum             | Does not appear | Does not appear | Does not appear | Does not appear | Does not appear | vedlejší        |
| Simone Lightbourne        | Tattiawna Jones Chelah Horsdal                                       | Sanctum             | Does not appear | Does not appear | Does not appear | Does not appear | Does not appear | vedlejší        |
| Xavier / Gabriel Santiago | Chuku Modu Ian Pala                                                  | Children of Gabriel | Does not appear | Does not appear | Does not appear | Does not appear | Does not appear | vedlejší        |